# Andrea Virgilio
Leonardo Virgilio, detto Andrea (Cremona, 26 aprile 1973), è un politico italiano, sindaco di Cremona dal 2024.

## Biografia
Di professione educatore, Virgilio è stato dipendente e socio lavoratore della Cooperativa Sociale Iride di Cremona dal 1997 al 2014, quando è andato in aspettativa diventando assessore comunale al territorio e alla casa nella giunta guidata dal sindaco Gianluca Galimberti.
Consigliere comunale dal 2004 e assessore dal 2014 al 2024, è stato anche vicesindaco di Cremona dal 2019 al 2024.

### Sindaco di Cremona
In occasione delle elezioni comunali del 2024, Virgilio diventa il candidato ufficiale del centro-sinistra per la carica di sindaco di Cremona, sostenuto dal Partito Democratico, da Alleanza Verdi e Sinistra e da due liste civiche.
Dopo essersi classificato secondo al primo turno, Virgilio risulta vincitore al ballottaggio con il 50,37% dei voti e con appena 192 voti in più rispetto allo sfidante di centro-destra Alessandro Portesani, venendo così eletto sindaco.